# 泰寮邊境戰爭
泰寮邊境戰爭是1987年12月至1988年2月19日发生的泰国和老挝军队之间的短暂冲突。冲突起因于双方对法国测量员于1907年绘制的地图存在争议，该地图在琅勃拉邦山脉南部标记了暹罗和法属印度支那之间的边界。彭世洛府边境的Ban Romklao村和程逸府边缘的三个边境小村庄的所有权尚不清楚。这与柬埔寨-泰国边界争端的地图是同一张。当时，确定所有权的商定标准是自然分水岭，但法国地图制作者有时会忽略这一点。由于商定的横河分成两条支流，双方都声称以不同的支流为边界，加之伐木纠纷一起引发了这场冲突。